# Rudolf Firkušný
Rudolf Firkušný (pronunciación en checo: /ˈrudolf ˈfɪrkuʃniː/; Napajedla, 11 de febrero de 1912 – 19 de julio de 1994) fue un pianista checo, nacionalizado estadounidense. 

## Formación y exilio
Firkušný nació en la región de Moravia. Su hermano mayor, Leoš Firkušný, llegó a ser un importante musicólogo. Fue alumno de los compositores Leoš Janáček y Josef Suk, y del pianista Vilém Kurz. Posteriormente, recibió lecciones de los grandes solistas Alfred Cortot y Artur Schnabel. Comenzó a dar conciertos en la década de 1920. Debutó en Londres en 1933 y en Nueva York en 1938. Ante el auge del nazismo, en 1939 huyó a París y finalmente se terminó instalando en Nueva York. Consiguió la nacionalidad estadounidense.

## Repertorio
Firkušný tenía un amplio repertorio y destacó en la interpretación de Mozart, Beethoven, Schubert, Schumann, Chopin, Brahms, Músorgski o Debussy. Con todo, fue especialmente reconocido por sus versiones de obras de compositores checos, como Smetana, Dvořák, Janáček o Martinů (quien escribió numerosas obras dedicadas expresamente para él). De Dvořák tocó a menudo su Concierto para piano en sol menor (el único que compuso), que interpretó por todo el mundo y grabó varias veces (en dos ocasiones acompañado por la Orquesta Filarmónica Checa, dirigida por Rafael Kubelík y Václav Neumann). Al principio de su carrera tocaba este concierto en una versión revisada por su profesor Kurz y modificada por el propio Firkušný; después, recuperó la partitura original de Dvořák.
También interpretó música de cámara junto a distinguidos solistas, como los violonchelistas Pierre Fournier, Gregor Piatigorsky, János Starker y Lynn Harrell; los violinistas Nathan Milstein y Erika Morini; el viola William Primrose o el Cuarteto Juilliard. Estrenó obras de numerosos compositores contemporáneos, como los checos Martinů y Vítězslava Kaprálová y también de Howard Hanson, Gian Carlo Menotti, Samuel Barber o Alberto Ginastera.
Firkušný tenía un gran prestigio entre sus colegas. Vladímir Horowitz, por ejemplo, elogió su interpretación de la música de Schubert. Para el crítico musical y profesor de piano David Dubal, Firkušný fue el pianista checo más importante del siglo XX.

## Enseñanza
Enseñó en la Juilliard School de Nueva York, en Aspen (Colorado) y en el Berkshire Music Centre de Tanglewood. Entre sus alumnos se encuentran Yefim Bronfman, Eduardus Halim, Alan Weiss, Sara Davis Buechner, Carlisle Floyd, Kathryn Selby, Avner Arad, June de Toth, Richard Cionco, Robin McCabe, Anya Laurence, Natasa Veljkovic y Carlo Grante. En el caso del operista Carlisle Floyd, Firkušný fue el dedicatario de su única sonata para piano, que interpretó en un recital en el Carnegie Hall.

## Actuaciones en la República Checa
Firkušný pudo actuar en su patria tras la Revolución de Terciopelo de 1989 y la caída del régimen comunista. Llevaba más de cuarenta años de ausencia y su regreso fue visto como un gran acontecimiento cultural, comparable a la sensación que causó la vuelta del director de orquesta (y amigo de Firkušný) Rafael Kubelík. Uno de los conciertos memorables que dio en la República Checa fue el dedicado a sonatas para violín y piano de Dvořák, Janáček, Brahms y Beethoven que interpretó el 18 de mayo de 1992 junto al violinista Josef Suk, que era nieto de su antiguo profesor, el compositor homónimo Josef Suk, y bisnieto del propio Dvořák. Tocó dos veces en el Festival de la Primavera de Praga. En 1946 interpretó el Concierto para piano de Dvořák y en 1990 el Concierto para piano n.º 2 de Martinů.

## Muerte y sepultura actual
Murió en Staatsburg, Nueva York, en 1994. Años después, sus cenizas, junto con las de su esposa Tatiana Nevolová Firkušný, fueron trasladadas a la República Checa y depositadas en 2007 en un lugar prominente del Cementerio Central de Brno, próximas a las de su primer maestro Janáček y contiguas a la tumba del compositor Jan Novák.

## Homenajes
En 2012, para conmemorar el centenario del nacimiento de Firkušný, la Academia de Música y Artes Escénicas Janáček de Brno realizó distintos actos, en los que intervinieron antiguos alumnos de Firkušný, que habían recibido sus clases en la Escuela Juilliard de Estados Unidos. 
El Festival de la Primavera de Praga, en 2013, instituyó el Festival de Piano Rudolf Firkušný.

## Discografía (selección)
- Beethoven: Sonatas n.º 8 en do menor, Op. 13 Patética; n.º 14 en do sostenido menor, Op. 27 Claro de luna; n.º 21 en do mayor, Op. 53 Waldstein; n.º 30 en mi, Op. 109 (EMI)
- Beethoven: Concierto n.º 3 en do menor, Op. 37, con la Orquesta Filarmónica de Nueva York, dirigida por Guido Cantelli (AS Disc)
- Beethoven: Concierto n.º 5 en mi bemol mayor, Op. 73, con la Orquesta Sinfónica de Pittsburgh, dirigida por William Steinberg (Decca)
- Beethoven: Sonata n.º 3 en mi bemol mayor, Op. 12, para violín y piano; Mozart: Sonata en do mayor, K. 296 para violín y piano, con Erica Morini, violín (Decca)
- Beethoven: Sonata n.º 8 en sol mayor, Op. 30, para violín y piano
- Benda: Sonata n.º 9 (Vox)
- Brahms: Sonatas n.º 1 en fa menor, Op. 120, para viola y piano; n.º 2 en mi bemol, Op. 120, para viola y piano, con William Primrose, viola (EMI)
- Brahms: Concerto n.º 1 en re menor, con la Orquesta Sinfónica de Pittsburgh, dirigida por William Steinberg (EMI)
- Brahms: Sonata n.º 3 en re menor, Op. 108, para violín y piano, con Erica Morini, violín (Decca)
- Brahms: Sonatas para violonchelo y piano, op. 38 & 99, con Pierre Fournier, violonchelo (Deutsche Grammophon)
- Chopin: Sonata n.º 3 en si menor, Op. 58; Nocturno en mi bemol; Polonesa en do menor; Scherzo en si bemol menor; Barcarola, Vals en do sostenido menor, Nocturno en re bemol, Gran vals brillante (EMI)
- Debussy: Estampes (Sugano)
- Dussek: Sonata n.º 28 en fa menor, Op. 77 L'Invocation (Vox)
- Dvořák: Concerto para piano y orchestra en sol menor, Op. 33, con la Orquesta Filarmónica Checa, dirigida por Rafael Kubelík (Multisonic)
- Dvořák: Concerto para piano y orchestra en sol menor, Op. 33, con la Orquesta de la Ópera Estatal de Viena, dirigida por Laszlo Somogyi (Westminster)
- Dvořák: Concerto para piano y orchestra en sol menor, Op. 33, con la Orquesta Filarmónica Checa, dirigida por Václav Neumann (RCA)
- Dvořák: Cuartetos para piano, Opp. 23 31, y 87, Bagatelas, Op. 47, con el Cuarteto Juilliard (CBS)
- Dvořák: Quintetos para piano, con el Cuarteto Ridge (RCA)
- Franck: Variaciones sinfónicas, Real Orquesta Filarmónica, Claus Peter Flor (RCA)
- Haydn: Sonatas para piano n.º 33 y 59 (BBC Legends)
- Janáček: Concertino para piano, 2 violines, clarinete, fagot y trompa; Capriccio para piano y conjunto de viento, con instrumentistas de la con la Orquesta Filarmónica Checa, dirigidos por Václav Neumann  (Supraphon)
- Janáček: Obras completas para piano, con la Orquesta Sinfónica de la Radio de Baviera dirigida por Rafael Kubelík (Deutsche Grammophon)
- Martinů: Concierto para piano n.º 2, con la Orquesta Filarmónica Checa, dirigida por Jiří Bělohlávek (Supraphon)
- Martinů: Obras para piano (RCA)
- Martinů: Concierto para piano n.º 2, 3, 4, con la Orquesta Filarmónica Checa, dirigida por Libor Pešek (RCA)
- Martinů: Sonatas para violonchelo n.º 1,2 y 3, con Janos Starker (RCA, en BMG Studio, Nueva York, 1990)
- Mendelssohn: Concierto para piano n.º 1 en sol menor, con la Orquesta Sinfónica de la Radio de Luxemburgo dirigida por Louis Froment (Vox)
- Mozart: Fantasía en do menor, K. 475; Sonata en do menor, K. 396 (Columbia)
- Mozart: Conciertos para piano K. 271, Jeunehomme; K. 451, K. 456; K. 466; K. 491; K. 503, con la SWF Sinfonie-Orchester Baden-Baden  dirigida por Ernest Bour (Intercord)
- Mozart: Concierto para piano K.466, con la Orquesta Sinfónica de la WDR de Colonia dirigida por Günter Wand (Hänssler)
- Mozart: Concerto para dos pianos en mi bemol, K. 365; Sonatas para dos pianos, con Alan Weiss (Vox)
- Músorgski: Cuadros de una exposición (Deutsche Grammophon Gesellschaft)
- Schubert: Impromptus, Opp. 90, 142 (Philips)
- Schubert: Drei Klavierstucke, D. 946 (BBC Legends)
- Schubert: Sonata en si bemol mayor, D. 960 (BBC Legends)
- Schumann: Concierto para piano en la menor, Op. 54, con laOrquesta Sinfónica de la Radio de Luxemburgo dirigida por Louis Froment (Vox)
- Schumann: Davidsbündlertänze; Sinfonische Etüden; Escenas infantiles (EMI)
- Smetana: Danzas checas (EMI)
- Smetana: Fantasía en do mayor, Op. 17, Trío en sol menor, con Kaufmann Van den Burg (Columbia)
- Tomášek: Eclogue (Vox)
- Voříšek: Impromptu n.º 4, Op. 7 (Vox)

## Documentos audiovisuales
- Dvořák in Prague: A Celebration (1993), con Yo-Yo Ma (violonchelo), Itzhak Perlman (violín), Frederica von Stade (mezzo), el Coro Filarmónico de Praga, la Orquesta Sinfónica de Boston y Seiji Ozawa. Kultur DVD, D4211, 2007